# اللغة السويدية القديمة
اللغة السويدية القديمة (بالسويدية الحديثة: fornsvenska) هو اسم يُطلق على مرحلتين مختلفتين ومنفصلتين من تطور اللغة السويدية كانتا مُتحدثتين خلال العصور الوسطى، وهُما السويدية القديمة المبكرة التي كانت متحدثة بين عامي 1225 و1375، والسويدية القديمة المتأخرة التي كانت مُتحدَّثة بين عامي 1375 و1526.
تطوَّرت السويدية القديمة من اللهجة الإسكندنافية الشرقية القديمة، وهي اللهجة الشرقية من اللغة الإسكندنافية القديمة. كانت الأشكال القديمة من اللغتين السويدية والدنماركية لهجات من الإسكندنافية القديمة الشرقية تحدثها سكان شرقي إسكندنافيا بين حوالي عامي 800 و1100م، وتُعرف هذه المرحلة من تاريخ اللغتين بـ"السويدية الرونية" و"الدنماركية الرونية"، وذلك لأن كل النصوص المكتوبة في حقبتها كانت مكتوبة بالأبجدية الرونية. لكن على الرُّغم من هذا فإن الفروقات بين اللهجات المُختلفة ظلَّت طفيفة جداً حتى القرن الثاني عشر الميلادي، عندما بدأت اللهجات بالانفصال عن بعضها شيئاً فشيئاً حتى انقسمت إلى السويدية القديمة والدنماركية القديمة بحلول القرن الثالث عشر الميلادي. ليسَ من المعروف متى بدأت الغولتندية القديمة والإلفدالية بالانفصام عن السويدية القديمة، لكن انفصال الغولتندية جاءَ قبل زمن طويل من انفصال الدنماركية.
كانت السويدية القديمة المبكرة مختلفة بشكل واضح عن السويدية الحديثة، حيث أن تصريف كلماتها كان أكثر تعقيداً كما أن ضمائرها كانت لثلاثة أجناس بدلاً من تكون لاثنين فقط كما هي الحالُ في السويدية الحديثة. كانت تٌصرَّف الأسماء والصفات والضمائر وبعض الأعداد بأربعة أشكال في اللغة السويدية القديمة، وهي الفاعل والمفعول به والمنصوب والمُضاف.

## التاريخ

### السويدية القديمة المبكرة
يُمثل تدوين كتاب القانون القوطي الغربي بداية حقبة اللغة السويدية القديمة المبكرة، التي كانت متحدثة في فترة أعوام 1225 - 1375 (وذلك بعدَ أن تطورت من الإسكندنافية الشرقية القديمة)، حيث أن هذا الكتاب هو أوَّل نص سويدي معروف يُكتب بالأبجدية اللاتينية في التاريخ، وقد أظهرت التحاليل أن أقدمَ أجزائه تعود إلى عام 1225م.
كانت السويدية القديمة مستقرَّة نسبياً خلال هذه الفترة، حيث أنها حافظت بشكل جيد نسبياً على نظامها الصوتي وقواعدها اللغوية الموروثين من اللغة الإسكندنافية القديمة، ولم تطرأ عليهما تغيُّرات كبيرة.
كُتبت معظم نصوص حقبة السويدية القديمة المبكرة بالأبجدية اللاتينية، حيث أنها كانت لغة المعرفة والكنيسة على حد سواء. كما استُخدمت السويدية القديمة في الأدب أيضاً، وأكثر ما كان يُدوَّن بها هو القوانين، إذ أن 24 لوحاً من بين 28 لوح باقٍ من هذه الحقبة كانوا يَحتوون نصوصاً لقوانين. وأغلب المعلومات المَعروفة حالياً عن السويدية القديمة استُمِدَّت من نصوص القوانين هذه.

### السويدية القديمة المتأخرة
طرأت الكثير من التغيُّرات على اللغة السويدية القديمة المتأخرة (التي كانت مُتحدَّثة في فترة أعوام 1375 - 1526) إذا ما قورنت بشقيقتها المبكرة، ومن ضمن ذلك تبسيط القواعد اللغوية وطرق النُّطق، وبذلك فمعَ حلول القرن السادس عشر أصبحت السويدية القديمة شبيهة بالسويدية الحديثة أكثر من أيِّ وقت مضى. وتُمثل كتابة العهد الجديد في عام 1526 نهاية حقبة اللغة السويدية القديمة.